# ناتاشا زوروا
 ناتاشا زوروا (انگلیسی: Natasha Zvereva؛ زاده ۱۶ آوریل ۱۹۷۱) یک تنیس‌باز اهل بلاروس است.